# 31872 Terkán
31872 Terkán è un asteroide della fascia principale. Scoperto nel 2000, presenta un'orbita caratterizzata da un semiasse maggiore pari a 2,3357666 au e da un'eccentricità di 0,1340891, inclinata di 3,09098° rispetto all'eclittica.
L'asteroide è dedicato a all'astronomo ungherese Lajos Terkán che lavorò all'osservatorio Konkoly di Budapest tra il 1900 e il 1935.